# Tripolitânia

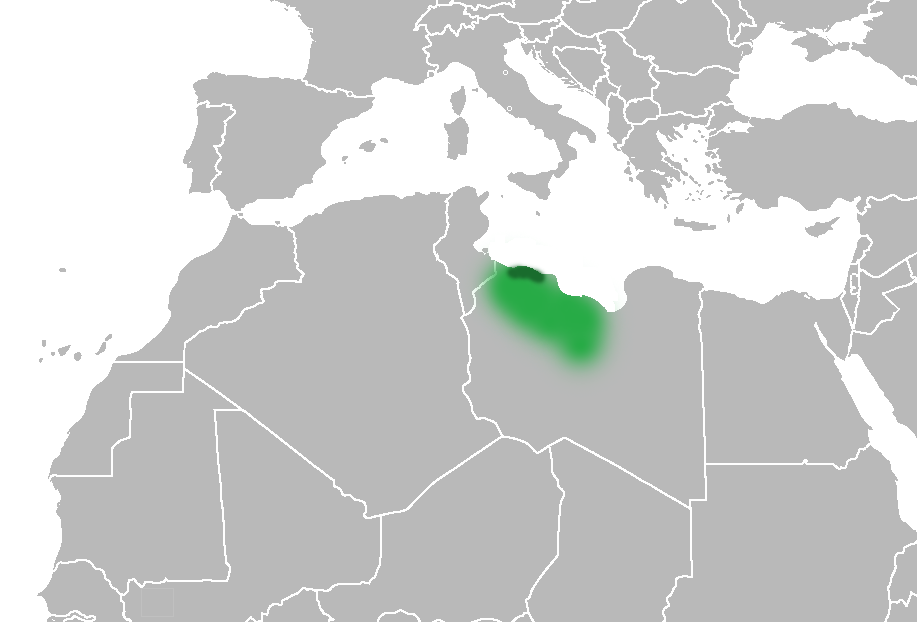
Região histórica da Tripolitânia romana.

Tripolitânia ou Tripolitana (em árabe: طرابلس - Ṭarābulus; berbere: Ṭrables, do latim Regio Tripolitana) é uma região histórica, antiga província tanto do Império Romano quanto do moderno estado da Líbia.
Ela foi também, durante um breve período, uma colônia da Itália entre 1927 e 1934. Depois, até 1963, foi uma das três divisões administrativas da Líbia Italiana e do Reino da Líbia, juntamente com a Cirenaica, a leste, e a Fazânia, para o sul.

## Geografia

Em amarelo, a África Proconsular em 117. A estreita faixa costeira na porção oriental da província é a Tripolitânia

Nos sistemas administrativos mais antigos, a Tripolitânia incluía Trípoli, a capital da moderna Líbia, e uma grande porção do norte do país; nos sistemas seguintes, a xabia (sha'biyah) de Trípoli ficou muito menor que a Tripolitânia original, incluindo somente a capital e suas redondezas. Como tanto a cidade quanto a xabia são virtualmente idênticos hoje em dia, o termo "Tripolitânia" tem muito mais um significado histórico do que contemporâneo. Em árabe, a mesma palavra é utilizada de forma intercambiável entre a cidade e a região e, quando utilizada sem contexto, significa a apenas cidade; para designar a região, um qualificador como "estado", "província" ou "xabia" é necessário.
Este sistema foi abolido no início da década de 1970 em prol de um novo baseado em municípios menores chamados baladias (baladiyat). Este, por sua vez, também foi alterado muitas vezes e posteriormente tornou-se o sistema das xabias.

## História

### Antiguidade
A cidade de Ea (Oea), onde hoje está Trípoli, foi fundada pelos fenícios no início do século VII a.C. e foi conquistada pelos gregos da Cirenaica, que, por sua vez, foram expulsos pelos cartagineses. O termo grego antigo Τρίπολις (Trípolis - "três cidades") é uma referência a Ea, Sabrata e Léptis Magna.

### Província romana
A República Romana capturou a Tripolitânia em 146 a.C. e a região prosperou durante o Império Romano como parte da província da África. O nome latino "Região Tripolitânia" (em latim: Regio Tripolitania data do século III. No início do século IV, a Província Tripolitânia foi criada na região e subordinada à Diocese da África da Prefeitura pretoriana da Itália e África, com capital em Léptis Magna. Os vândalos conquistaram a região em 435 e o Reino Vândalo manteve o controle da região até a campanha de 533-534 do general bizantino Belisário em nome do imperador Justiniano.

#### Sés episcopais
As sés episcopais da província que aparecem no Anuário Pontifício como sés titulares são:
- Gergis (Zargis)
- Gigthi
- Girba (Djerba)
- Léptis Magna

### Idade Média
No século VII, a Tripolitânia foi conquistada pelo Califado Ortodoxo e herdade pelos seus descendentes, os califados Omíada e Abássida. Os fatímidas, que eram originalmente vassalos dos abássidas, se revoltaram no século X e criaram um califado que ia da Tunísia até a Síria. Na década de 1140, os normandos da Sicília invadiram Trípoli, mas foram expulsos pelo Califado Almóada em 1158. O emir Abu Zakariya, um vassalo almóada, estabeleceu um estado independente na Tunísia em 1229 e se apoderou da Tripolitânia logo em seguida. O controle haféssida da região perdurou até a conquista otomana em 1553.

### História contemporânea
O Vilaiete de Trípoli (Trablusgarb) abrangia mais do que a Tripolitânia propriamente dita e incluía também a Cirenaica. A partir de 1711, sob o comando da dinastia Karamanli, a região tornou-se praticamente independente e o controle otomano só foi re-estabelecido por Mamude II em 1835. O jugo otomano perdurou até 1911-1912, quando a região foi conquistada pela Itália durante a Guerra Ítalo-Turca, que oficialmente reconheceu a autonomia da região, mas gradualmente foi ocupando-a.

#### Tripolitânia Italiana
Depois da Primeira Guerra Mundial, uma república árabe, Al-Jumhuriya al-Trabulsiya, chamada República Tripolitânia declarou a independência da Tripolitânia da Líbia Italiana. À proclamação em 1918 seguiu-se uma declaração formal de independência na Conferência de Paz de Paris em 1919. Esta foi a primeira república declarada oficialmente no mundo árabe, mas ela acabou desintegrando-se em 1923 por falta de apoio da comunidade internacional. Já em 1930, toda a região da Líbia estava sob firme controle italiano. Administrada originalmente como parte de uma única colônia, Tripolitânia Italiana foi uma colônia separada entre 26 de junho de 1927 e 3 de dezembro de 1934, quando foi abolida e a região foi anexada à Líbia Italiana.
Nesta época, fascistas italianos construíram o Arco de Mármore, um arco triunfal e um marco do poder imperial, na fronteira entre a Tripolitânia e a Cirenaica, perto da costa. Ele foi dinamitado na década de 1970.

#### Administração britânica e independência
Durante a Segunda Guerra Mundial, a Líbia foi ocupada pelos Aliados e, até 1947, a Tripolitânia (e a Cirenaica) foi administrada pelo Reino Unido. A Itália renunciou formalmente às suas reivindicações sobre a região no mesmo ano.
A Tripolitânia foi transformada numa província do Reino da Líbia entre 1951 e 1963, quando o novo sistema de províncias foi criado e dividiu a Tripolitânia entre as províncias de Homs, Zauia, Jabal Algarbi, Misurata e Trípoli.